# K-263 Barnaul
El K-263 Barnaul es un submarino de la clase Akula de la Armada rusa.

## Diseño
El Proyecto 971 tiene un diseño de doble casco. El cuerpo robusto está fabricado en acero aleado de alta calidad con σт = 1 GPa (10.000 kgf/cm²). Para simplificar la instalación del equipo, el barco se diseñó utilizando bloques zonales, lo que hizo posible transferir una cantidad significativa de trabajo desde las condiciones de hacinamiento de los compartimentos del submarino directamente al taller. Una vez finalizada la instalación, la unidad zonal se "enrolla" en el casco del barco y se conecta a los cables y tuberías principales de los sistemas del barco. Se utiliza un sistema de amortiguación de dos etapas: todos los mecanismos se colocan sobre cimientos amortiguados, además, cada unidad de zona está aislada del cuerpo por amortiguadores neumáticos de cuerda de goma. Además de reducir el nivel general de ruido de los submarinos nucleares, dicho esquema puede reducir el impacto de las explosiones submarinas en el equipo y la tripulación. El barco tiene una unidad de cola vertical desarrollada con una bola aerodinámica, en la que se encuentra la antena remolcada. También en el submarino hay dos propulsores reclinables y timones horizontales de proa retráctiles con flaps. Una característica del proyecto es la conexión acoplada sin problemas de la unidad de cola al casco. Esto se hace para reducir los remolinos hidrodinámicos que generan ruido.
El suministro de energía se lleva a cabo mediante una central nuclear. El barco líder, K-284 Akula, estaba equipado con un reactor nuclear refrigerado por agua a presión OK-650M.01. En pedidos posteriores, la AEU tiene mejoras menores. Algunas fuentes informan que los barcos posteriores están equipados con reactores OK-9VM. La potencia térmica del reactor es de 190 MW, la potencia del eje es de 50.000 litros. con. Dos motores eléctricos auxiliares en las columnas exteriores articuladas tienen una capacidad de 410 hp. con un generador diesel ASDG-1000.

## Construcción
El submarino se colocó el 9 de mayo de 1985 en el Astillero Amur, Komsomolsk del Amur. Botado el 28 de mayo de 1986 y puesto en servicio el 30 de diciembre de 1987.

## Historial operativo
El 28 de abril de 1992, fue reclasificado como submarino nuclear .
En 1993 obtuvo el premio del Comandante en Jefe de la Armada al mejor montaje de minas navales.
El 13 de abril de 1993 recibió el nombre de Delfín.
Su último viaje tuvo lugar en septiembre de 1997.
En marzo de 1998, fue transferida al 10º DPL del 2º FLPL de la Flota del Pacífico.
El 9 de febrero de 2002, el barco recibió el nombre de Barnaul en relación con el establecimiento de patrocinio sobre él por parte de la administración de la ciudad de Barnaul.
En 2006, fue enviado a reparar la Planta del Lejano Oriente de Zvezda en la ciudad de Bolshoy Kamen.
Debido a la financiación y carga de trabajo de la planta con otros pedidos, la reparación del barco no comenzó hasta 2013. En el mismo año, se decidió enajenar el submarino hasta 2016. Esto se debe en gran parte al hecho que Barnaul fue utilizado como donante de repuestos para la restauración de otros barcos de su clase.
En 2014, se anunció que el astillero Zvezda Far East repararía el barco a fines de 2014, pero la renovación nunca comenzó.
En 2018, aparecieron los primeros informes de que se planeaban trabajos para desmantelar el barco.
El submarino fue amarrado en el PD-41 junto con el SSV-33 Ural entre 2018 y 2019.